# Họ Cá bàng chài
Họ Cá bàng chài (danh pháp khoa học: Labridae, với từ nguyên gốc Latinh labrum = môi hay rìa; = mãnh liệt), là một họ cá biển với nhiều loài có màu sặc sỡ. Họ này lớn và đa dạng, với khoảng 500 loài trong 60 chi.
Chúng nói chung là các loài cá nhỏ, chủ yếu dài không quá 20 cm (8 inch). Chúng là các loài động vật ăn thịt có hiệu quả, tìm kiếm các nguồn thức ăn chủ yếu là các động vật không xương sống nhỏ. Nhiều loài cá bàng chài nhỏ bơi theo các đàn cá lớn hơn để kiếm ăn, bắt các động vật không xương sống bị chúng làm náo đọng khi chúng bơi ngang qua.

## Phân loại
Họ Cá bàng chài theo truyền thống xếp trong phân bộ Bàng chài (Labroidei) của bộ Perciformes. Tuy nhiên, gần đây người ta chuyển 3 họ Labridae (không đơn ngành), Odacidae và Scaridae sang bộ có danh pháp Labriformes sensu stricto của loạt Eupercaria/Percomorpharia, trong khi 2 họ Embiotocidae và Pomacentridae ở cùng một đơn vị phân loại cấp bộ incertae sedis trong loạt Ovalentaria, còn họ Cichlidae sang một bộ riêng biệt với danh pháp Cichliformes trong loạt Ovalentaria.

## Phân bố
Họ Cá bàng chài chỉ sống ngoài biển. Chúng sinh sống trong các khu vực biển nhiệt đới và ôn đới thuộc Đại Tây Dương, Ấn Độ Dương và Thái Bình Dương, thường trong vùng nước nông, như tại các rạn san hô và các bờ đá, nơi chúng có thể sống gần với đáy biển.

## Giải phẫu

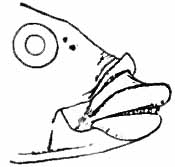
Môi của Labrus festivus

Các loài cá bàng chài có miệng có thể kéo dài ra được, thường với các răng quai hàm tách biệt thò ra ngoài. Nhiều loài có thể dễ dàng nhận biết nhờ các môi dày của chúng, với phần mé trong gập nếp một cách kỳ dị, một nét đặc biệt mà nhờ đó chúng có tên gọi khoa học là "cá môi". Vây lưng của chúng có 8–21 gai và 6–21 tia vây mềm, thường chạy dọc theo phần lớn chiều dài lưng. Họ này thường có màu sặc sỡ và có dị hình giới tính. Nhiều loài có khả năng thay đổi giới tính: cá non có thể là cá đực hay cá cái (được biết đến như là các cá thể giai đoạn đầu) nhưng cá cái trưởng thành lại trở thành những con đực chiếm giữ lãnh thổ (giai đoạn kết thúc).
Cá bàng chài là các loài cá phục vụ cho nghiên cứu cơ sở trong cơ chế sinh học của việc kiếm ăn của cá do cấu trúc quai hàm của chúng. Các xương mũi và hàm dưới được nối tại phần chót phía sau của chúng vào vỏ hộp sọ cứng, còn các khớp trên và dưới của hàm trên nối tương ứng với phần chót phía trước của hai xương này, tạo ra một móc gồm 4 xương cứng được nối bằng các khớp chuyển động. Sự "liên kết 4 thanh" này có tính chất đáng chú ý ở chỗ chúng có một loạt các kiểu sắp xếp để thu được kết quả cơ học đã cho (thò quai hàm ra nhanh hay cú đớp mạnh), vì thế tách riêng đa dạng hình thái ra khỏi đa dạng chức năng. Hình thái thực tế của cá bàng chài phản ánh điều này, với nhiều loài thể hiện hình thái quai hàm khác biệt nhưng có cùng một kết quả chức năng đầu ra và hốc sinh thái tương tự hay đồng nhất.

## Cá dọn vệ sinh

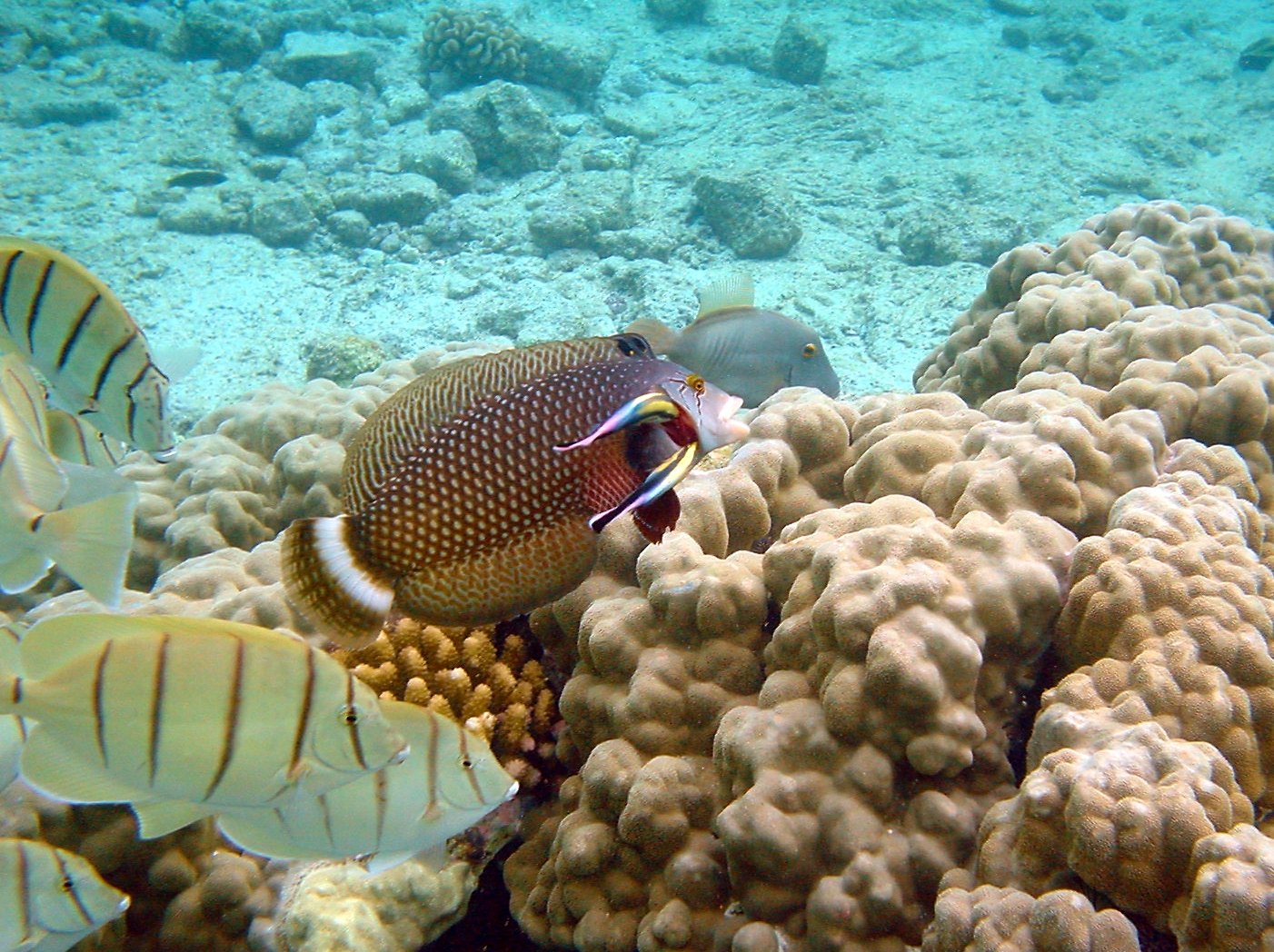
Cá bàng chài rồng Novaculichthys taeniourus được một đôi cá bàng chài vệ sinh (Labroides sp.) làm sạch tại một rạn đá ngầm ở Hawaii

Một số loài cá bàng chài được biết đến vì vai trò của chúng như là cá cộng sinh, tương tự về hành vi và được miêu tả là có vai trò giống như choi choi Ai Cập: những loài cá khác tụ tập tại các trạm dọn dẹp vệ sinh của cá bàng chài và chờ chúng bơi vào trong miệng hay mang đang mở của chúng để bắt các loài giáp xác ký sinh (thuộc họ Gnathiidae). Cá bàng chài vệ sinh được biết đến là ăn các mô hay vảy chết cùng sinh vật ký sinh ngoài, mặc dù chúng cũng được biết đến như là những kẻ 'bịp bợm' trong việc rỉa cả các mô và cơ còn sống. Cá bàng chài vệ sinh sọc lam (Labroides dimidiatus) là một trong số những loài cá làm vệ sinh phổ biến nhất được tìm thấy tại các rạn san hô nhiệt đới. Rất ít cá bàng chài vệ sinh bị những cá săn mồi ăn thịt, có lẽ là do việc loại bỏ sinh vật ký sinh ra khỏi cơ thể chúng là quan trọng hơn so với việc ăn thịt những con cá làm vệ sinh.
Các loài cá bàng chài khác, thay vì có "trạm vệ sinh" cố định, lại chuyên môn hóa theo kiểu "gọi tới nhà" — nghĩa là, các "bệnh nhân" của chúng là các loài cá hoặc là quá ưa thích việc chiếm giữ lãnh thổ hoặc là quá e ngại khi phải tới trạm vệ sinh.

## Tầm quan trọng đối với con người
Cá trong họ Cá bàng chài cũng được sử dụng làm thực phẩm ở một số nơi trên thế giới. Tuy nhiên, mặc dù khá phổ biến, nhưng chúng ít có giá trị thương mại. Trong số các loài có tầm quan trọng hay có giá trị hơn cả là Lachnolaimus maximus, một loài cá thực phẩm miền tây Đại Tây Dương có thể nặng tới 7 kg (15 pao); bàng chài đầu đen (Thalassoma lunare), một loài cá sống trong khu vực Ấn Độ Dương-Thái Bình Dương, có màu xanh lục, đỏ và hơi tía; Labrus mixtus, một loài cá ở miền đông Đại Tây Dương và Địa Trung Hải có màu lam và da cam nếu là cá đực, màu cam hay hơi đỏ nếu là cá cái; và Tautoga onitis, một loài cá thực phẩm phổ biến ở miền tây Đại Tây Dương có thể dài tới 90 cm và cân nặng 10 kg (22 pao).

## Thư viện ảnh

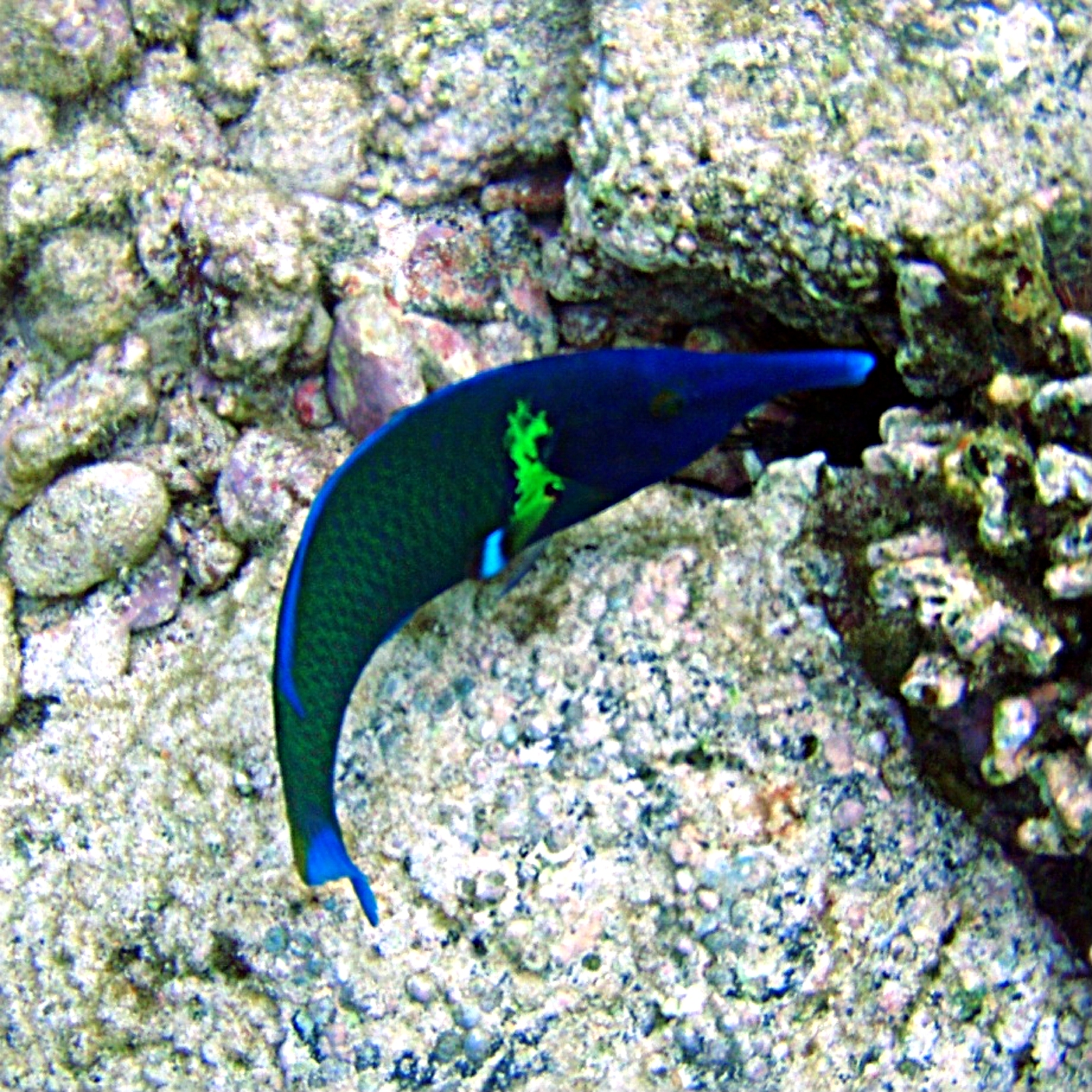
Gomphosus varius tại Kona
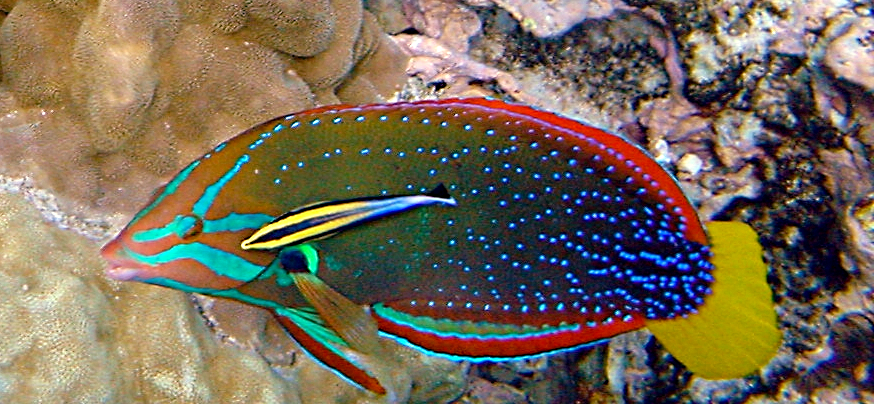
Coris gaimardi đang được Labroides phthirophagus làm vệ sinh. Hình chụp tại Hawaii
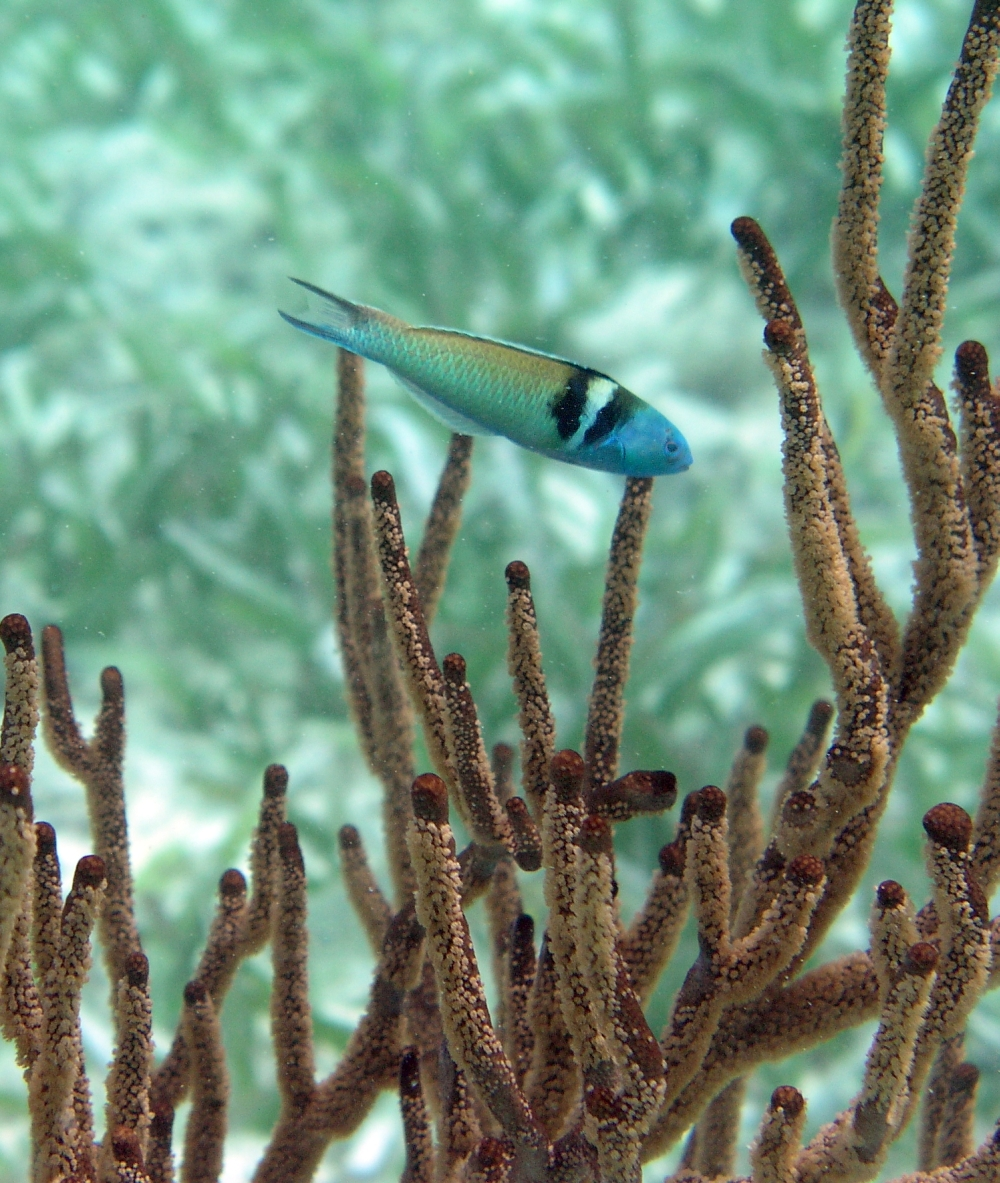
Cá bàng chài đầu lam tại vỉa san hô ngầm Belize
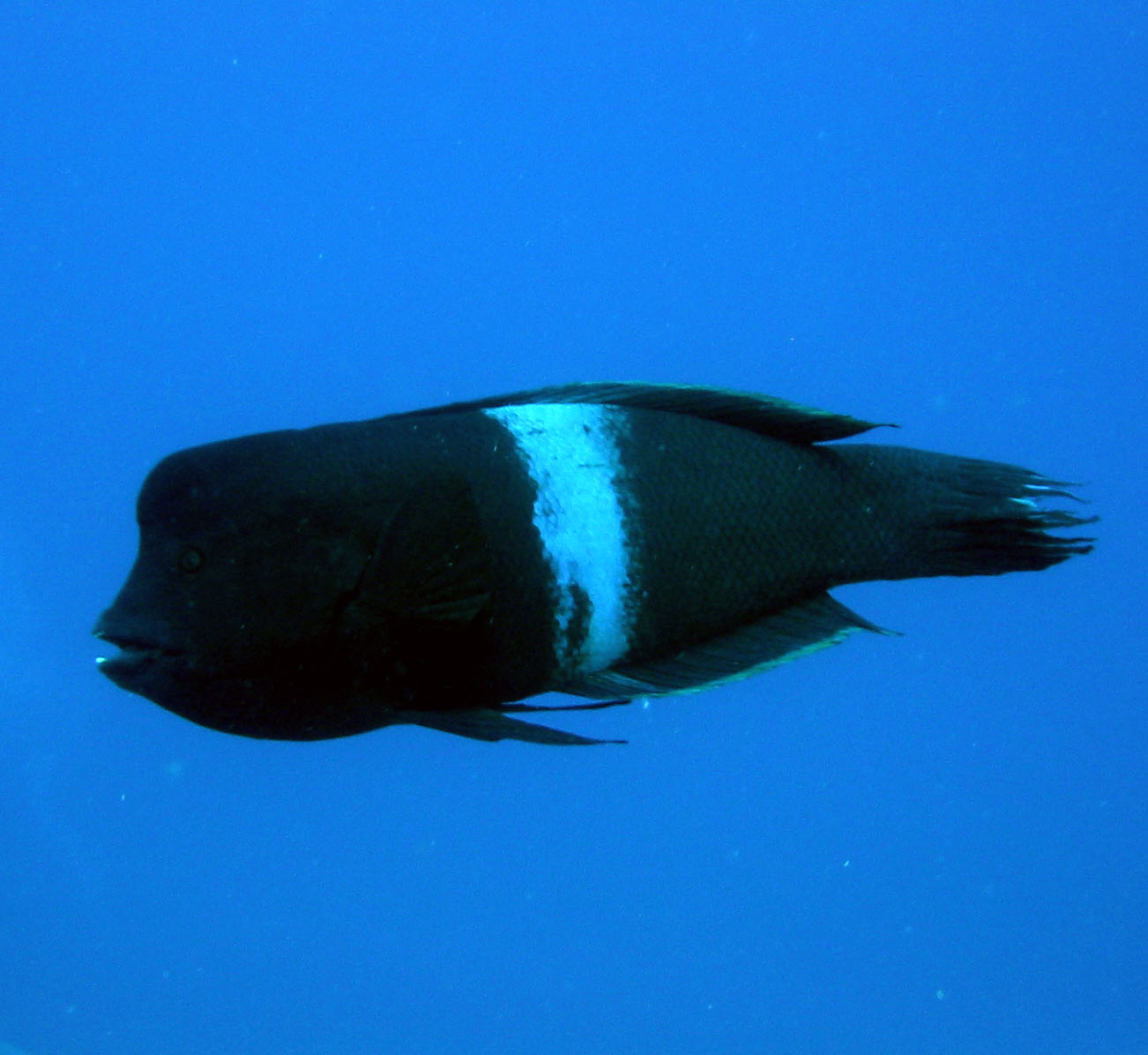
Bàng chài hề (Coris aygula) tại Hồng Hải
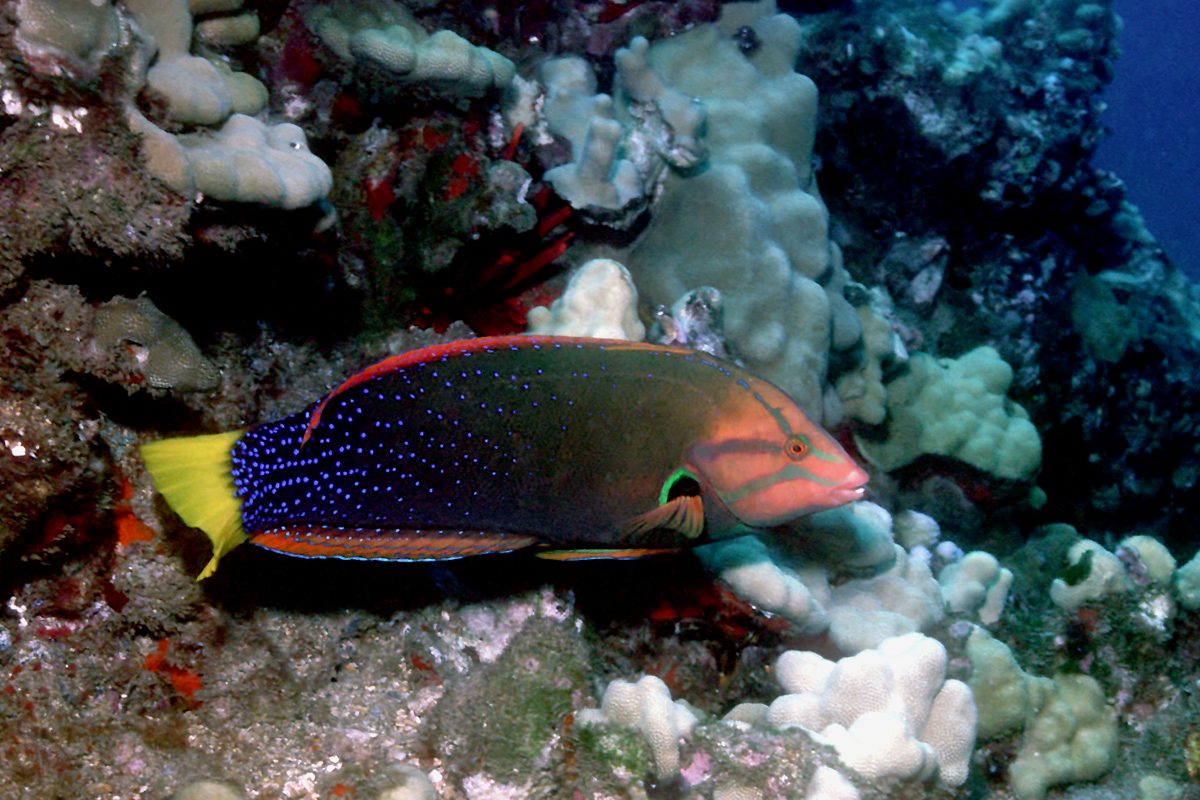
Coris gaimard tại Hawaii
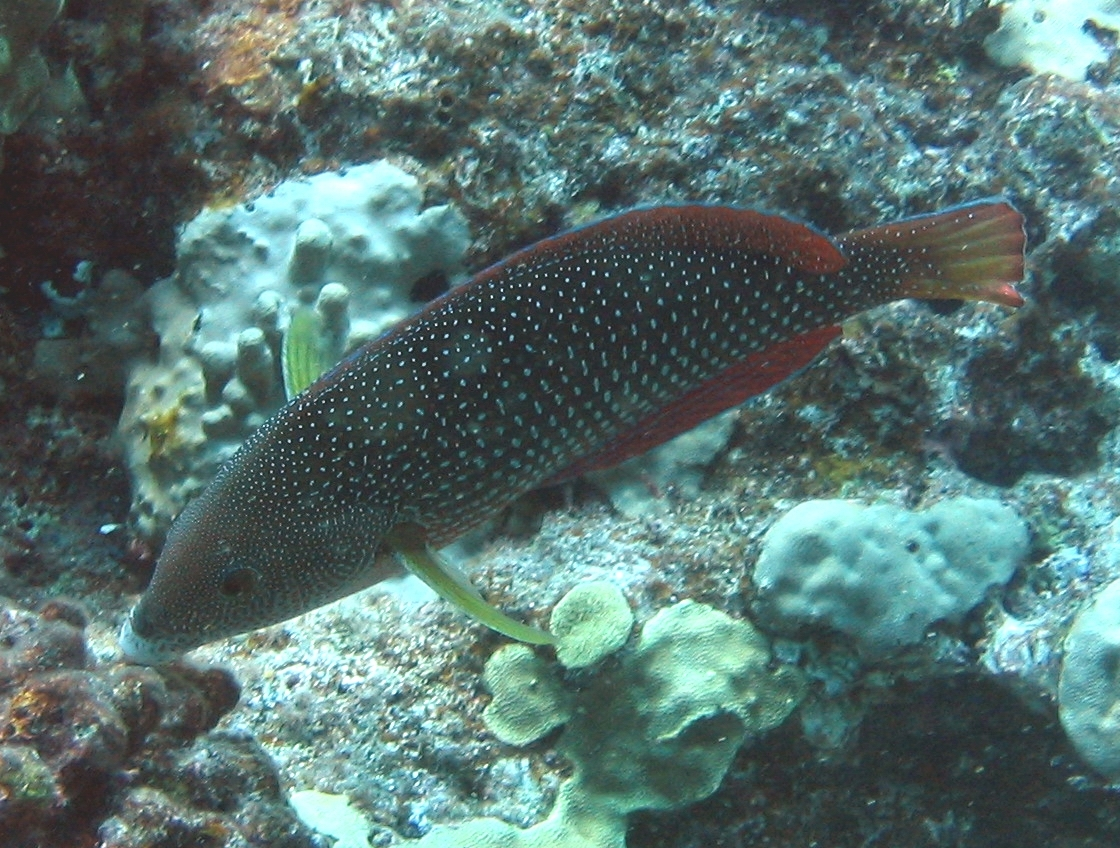
Cá bàng chài châu (Anampses cuvier) tại Hawaii
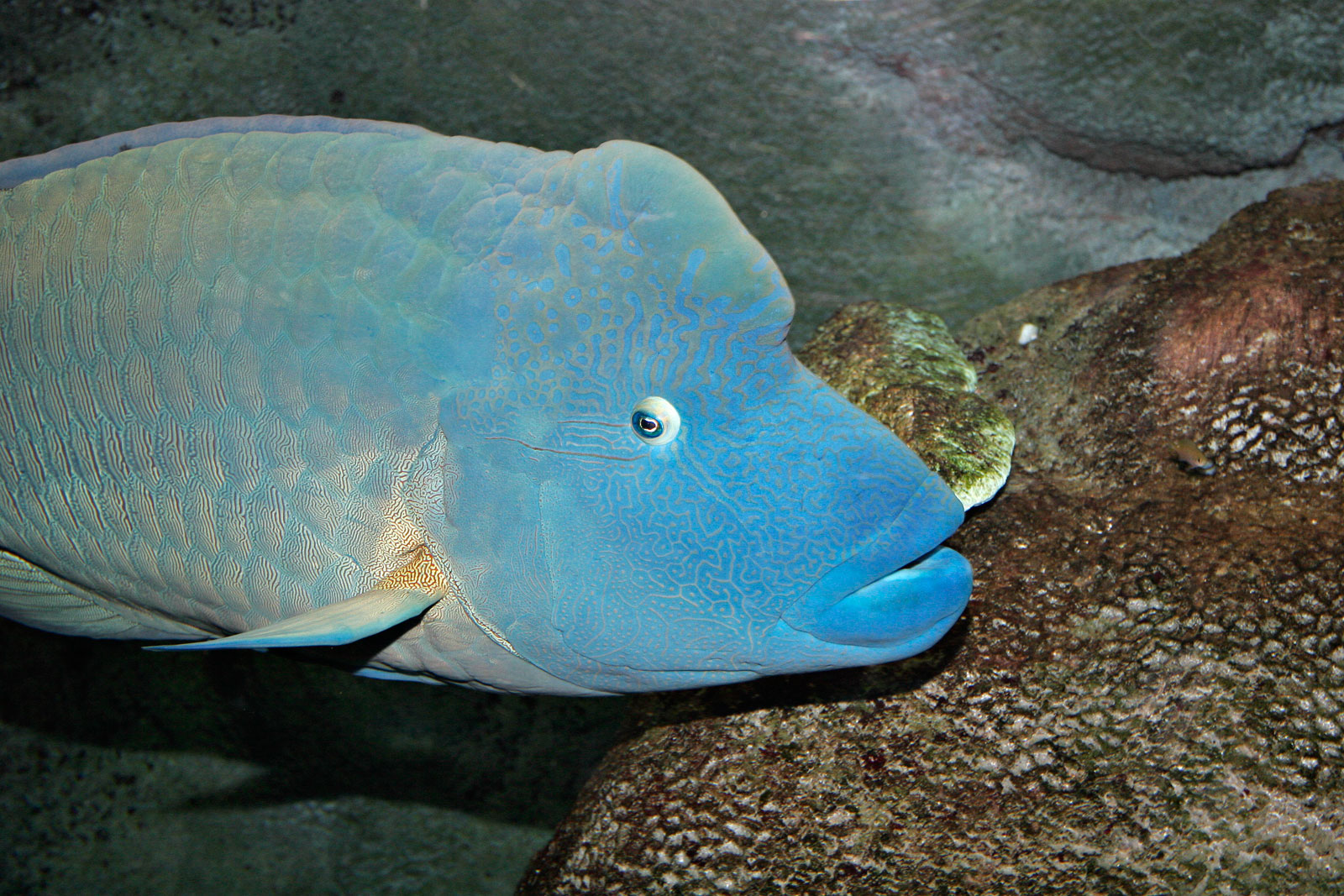
Cá bàng chài vân sóng (Cheilinus undulatus) tại bể cảnh Melbourne
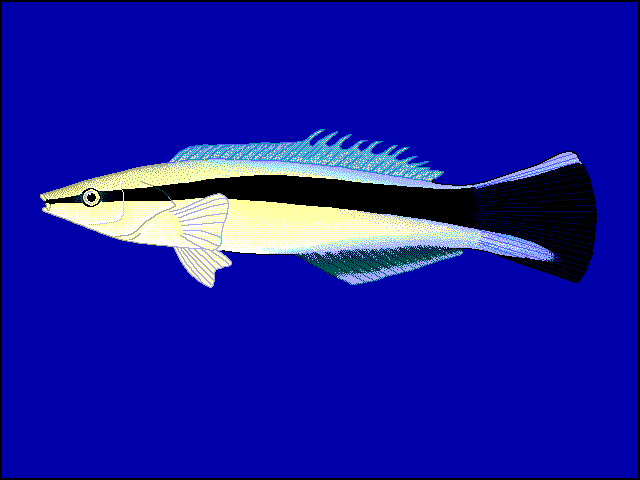
Cá bàng chài sọc lam (Labroides dimidiatus)
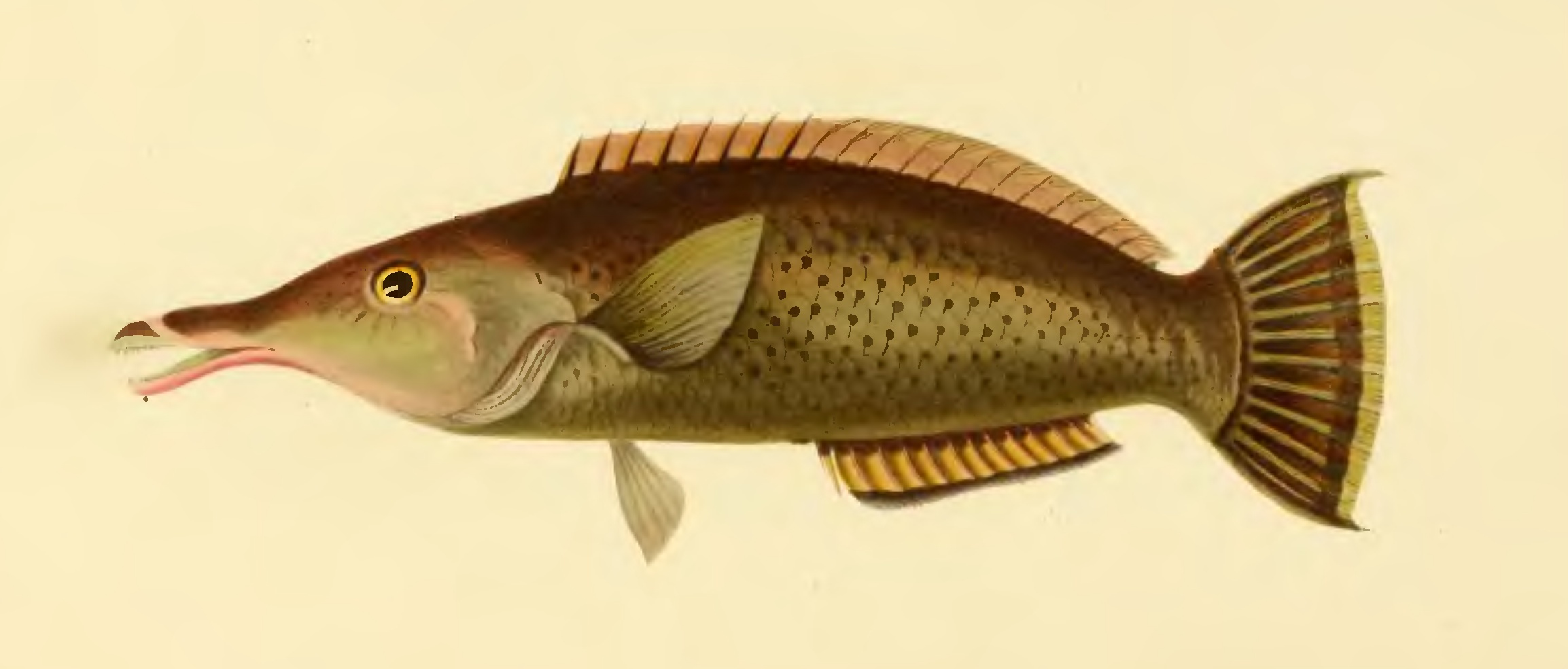
Gomphosus varius

## Các chi
Betancur et al. (2013,2014) trên cơ sở các nghiên cứu của Price et al. (2010, 2011) và Wainwright et al. (2012) đã gộp họ Scaridae vào trong họ Labridae. Tuy nhiên, Nelson et al. (2016) vẫn duy trì 2 họ này tách biệt. Các chi liệt kê dưới đây thuộc họ Labridae theo truyền thống.
- Acantholabrus
- Achoerodus
- Ammolabrus
- Anampses
- Anchichoerops
- Austrolabrus
- Bodianus
- Centrolabrus
- Cheilinus
- Cheilio
- Choerodon
- Cirrhilabrus
- Clepticus
- Conniella
- Coris
- Ctenolabrus
- Cymolutes
- Decodon
- Diproctacanthus
- Doratonotus
- Dotalabrus
- Epibulus
- Eupetrichthys
- Frontilabrus
- Gomphosus
- Halichoeres
- Hemigymnus
- Hologymnosus
- Iniistius
- Labrichthys
- Labroides
- Labropsis
- Labrus
- Lachnolaimus
- Lappanella
- Larabicus
- Leptojulis
- Macropharyngodon
- Malapterus
- Minilabrus
- Notolabrus
- Novaculichthys
- Novaculoides
- Novaculops
- Ophthalmolepis
- Oxycheilinus
- Oxyjulis
- Paracheilinus
- Parajulis
- Pictilabrus
- Polylepion
- Pseudocheilinops
- Pseudocheilinus
- Pseudocoris
- Pseudodax
- Pseudojuloides
- Pseudolabrus
- Pteragogus
- Sagittalarva
- Semicossyphus
- Stethojulis
- Suezichthys
- Symphodus
- Tautoga
- Tautogolabrus
- Terelabrus
- Thalassoma
- Wetmorella
- Xenojulis
- Xiphocheilus
- Xyrichtys